# Ville-Saint-Jacques
Ville-Saint-Jacques település Franciaországban, Seine-et-Marne megyében. Lakosainak száma 811 fő (2022. január 1.). Ville-Saint-Jacques Varennes-sur-Seine, Dormelles, La Grande-Paroisse, Noisy-Rudignon, Villecerf és Moret-Loing-et-Orvanne községekkel határos.

## Népesség
A település népessége az elmúlt években az alábbi módon változott:
| Lakosok száma | 719  | 768  | 817  | 814  | 842  | 862  | 845  | 828  | 811  |
|               | 2013 | 2015 | 2016 | 2017 | 2018 | 2019 | 2020 | 2021 | 2022 |